# Francesco Francesconi
Francesco Francesconi (Trevi, marzo 1823 – Trevi, 27 marzo 1892) è stato un religioso e filosofo italiano.
Figura illustre della città di Trevi nell'800, fu in stretto contatto con pensatori e politici del suo secolo, oltre ad essere docente di Filosofia della Storia dell'Università di Perugia. Ebbe stretti rapporti con papa Pio IX.
Pur facendo parte della politica e della cultura, data la sua modestia rimane un personaggio poco conosciuto. Anche nella lapide che lo ricorda posta nel palazzo comunale viene citato con:

## Biografia

### Infanzia
Nasce nel marzo del 1823 nella Villa del casco delle acque nel comune di Trevi.
All'età di nove anni divenne alunno del Collegio Lucarini, in quel periodo studiò grammatica,
umanità, retorica ed eloquenza, facendosi riconoscere per le sue doti e non solo studiò pure
diverse lingue quali: greco, francese, tedesco, latino e inglese. Tra le quali il francese che parlava
con disinvoltura e con proprietà di linguaggio.

### Maturità
A 23 anni si era laureato a pieni voti, in matematica, filosofia, in diritto civile e canonico e in
teologia e in sacra scrittura.
Incominciò poi degli studi archeologici, dai quali poi ne uscì peritissimo.

### Nomine
Francesco Francesconi nel 1847 venne nominato professore di filosofia a Spoleto nel Seminario, a Perugia nella Sapienza e a Spello nel Convitto Rosi.